# チェールズ・バロー
チェールズ・ウォレス・バロー（Charles Wallace Barrow 、1921年9月21日 - 2006年6月25日）は、テキサス最高裁判所の元判事。ベイラー大学法学部の学部長。

## 初期の経歴
テキサス州・サンアントニオ生まれ。1943年にベイラー大学を卒業後、ノルマンディー上陸作戦に参加するため米国海軍に加わった。のちに米国海軍より7つの従軍星章を授与される。帰国後、弁護士に戻り、朝鮮戦争で戦うまでサンアントニオにて弁護士を営んでいた。引退する1976年まで留っていた。

## 裁判官としての経歴
1959年、バローはテキサス州の第45地方裁判所の判事に任命された。1962年、彼の両親が二人とも交通事故により亡くなり、バローは父の後任として第4控訴裁判所の副裁判長となった。のちに裁判長に選出され、1977年までその役職を務め上げた。1977年7月、ドルフ・ブリスコー知事はバローをテキサス州最高裁判所に任命した。1978年に選任され、1982年に再任された。1984年9月、彼はベイラーへ戻るために辞任した。

## ベイラーでの後半生
1984年10月1日に母校であるベイラー大学法学部の学部長に就任し、7年間その地位に就いた。在職中に彼は学校の基金を増やし、教授陣を強化した。1991年にサンアントニオに近い自分の牧場へ戻り、1996年に引退するまでベクサーおよび周辺の郡の主席地区判事をパートタイムで務めた。
サンアントニオで3人の息子と妻を残し、84歳にて死去した。